# セダノ家の三連祭壇画
『セダノ家の三連祭壇画』（セダノけのさんれんさいだんが、仏: Triptyque de la famille Sedano、英: Tryptich of the Sedano Family）は、初期フランドル派の画家ヘラルト・ダーフィットが板上に油彩で描いた三連祭壇画である。通常、1490-1498年の制作とされるが、おそらく1494年ごろに描かれた。上部が複雑な曲線を持つ枠組み (16世紀に流行することになる) と、聖母マリアの足元に見られる装飾的な東方的絨毯 が目を引く。作品は、1890年、パリのルーヴル美術館に購入された。

## 作品
作品は、カスティーリャの商人、ジャン・ド・セダノ (Jean de Sedano) により委嘱され、「閉ざされた庭 」にいる聖母子を描いている。両翼は、聖人 (左翼の洗礼者ヨハネ、右翼の福音書記者聖ヨハネ) に付き添われ、跪いて祈る寄進者を表している。聖母マリアは壁龕の石の玉座につき、その両側には奏楽天使が立っている。幼子イエス・キリストは聖母の膝の上で楽し気に書物のページをめくるが、その書物はキリスト自身の象徴でもある『生命の書』である。
3枚の板絵は、連続する背景の緑の野原と、澄んだ深い青色の海景によって統合されている。写実的な風景描写は、ダーフィットの画家としての優れた技量を証明している。両翼が閉じられると、外側の板絵はアダムとイヴを表しており、かくして天上的な祭壇画内部と罪深い祭壇画外部の対照性を生み出している。

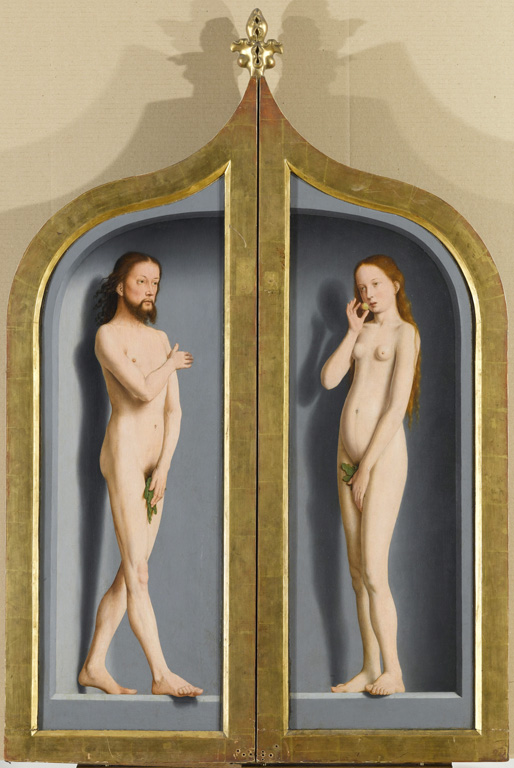
祭壇画外部

メトロポリタン美術館の美術史家メアリアン・エインズワース (Maryan Ainsworth) は、この三連祭壇画の深い象徴性は、「以前の60年にわたる、最も優れたネーデルラント絵画の要素の融合」のように見えると述べているが、そのことは、当時のヨーロッパ中からのネーデルラントの三連祭壇画に対する高い需要に応えて、本作が制作されたものであることを示唆している。とりわけ、人物像はヤン・ファン・エイクの『ヘントの祭壇画』 (聖バーフ大聖堂) 中の「アダムとイヴ」に類似した様式で描かれており、一方、全体的な意匠と上部の半円形アーチを持つ構図は、ハンス・メムリンクに依拠しているように見える。メアリアン・エインズワースによると、このことは、ダーフィットが自身を意識的にネーデルラントの巨匠たちと肩を並べる存在として見なそうとする決意の表れであるという。
同時に、ダーフィットはまた、先達よりもはるかに広範にイタリア・ルネサンス美術の要素を取り入れた画家であるが、それは本作の場合でも、聖母マリアの玉座を花飾りで縁取るプットに見て取ることができる。
1503年、セダノは、エルサレムからもたらされた12世紀の聖遺物を崇める一派であった「聖血の兄弟団」 (Confraternity of the Holy Blood) に加入した。寄進者の彼は、左翼で跪いて祈る姿で登場し、横にいる死去していた幼い息子とともに洗礼者聖ヨハネによって祝福されている。セダノよりずっと若い妻は、右翼で福音書記者ヨハネにより聖母に紹介されている。彼女が福音書記者聖ヨハネに付き添われているのは奇異な印象を与えるが、ヨハネスに由来するヨハンナやジャンヌといった名前の持ち主だったのであろう。
セダノが兄弟団に加入した年、彼はダーフィットに『カナの婚宴』 (ルーヴル美術館) の絵画を委嘱した。